# Sillon pariéto-occipital
Le sillon pariéto-occipital est un sillon de la face interne des hémisphères. Il suit une trajectoire postéroantérieure et de haut en bas. C'est un sillon constant et extrêmement profond.
Il délimite le cuneus qui appartient au lobe occipital et le précuneus qui appartient au lobe pariétal.
Ce sillon apparaît assez tôt, au cours de la gestation, vers la 16e semaine.
|                                           |                                             |
| Parcellisation lobaire de la face interne | Face interne, dessin d'une pièce anatomique |